# Цименский сельсовет
Цименский сельсовет — низшая административно-территориальная единица на территории современного Вытегорского района Вологодской области России. Упразднен сельсовет в 1954 году.
Административный центр — деревня Семёновская

## История
Образован не позднее 1929 года.
Указом Президиума Верховного Совета РСФСР от 18.06.1954 произошло объединение Верховского и Цименского с/с в Макачевский сельский Совет

## Состав
Согласно административно-территориальному деление Вологодской области на 1940 год в состав сельсовета входили 23 населённых пункта:
| Тип населённого пункта | Название населённого пункта |
| ---------------------- | --------------------------- |
| деревня                | Большой Мальян              |
| деревня                | Гавшакова                   |
| деревня                | Галашова                    |
| деревня                | Гиковская                   |
| деревня                | Гочевшина                   |
| деревня                | Денин Угол                  |
| деревня                | Заверняева                  |
| барак                  | Квартал №14                 |
| деревня                | Кипрова                     |
| деревня                | Конец                       |
| деревня                | Крестная Гора               |
| деревня                | Кузнецова                   |
| деревня                | Куковщина                   |
| хутор                  | Лепорга                     |
| деревня                | Панькова                    |
| деревня                | Родина                      |
| барак                  | Саменжа Река                |
| деревня                | Семёновская                 |
| деревня                | Фомичёва                    |
| деревня                | Чекша                       |